# Dinotrema arenosum
Dinotrema arenosum är en stekelart som beskrevs av Vladimir Ivanovich Tobias 2004. Dinotrema arenosum ingår i släktet Dinotrema och familjen bracksteklar. Inga underarter finns listade i Catalogue of Life.